# Mexachernes
Genre
Mexachernes est un genre de pseudoscorpions de la famille des Chernetidae.

## Distribution
Les espèces de ce genre sont endémiques du Mexique.

## Liste des espèces
Selon Pseudoscorpions of the World (version 3.0) :
- Mexachernes calidus (Banks, 1909)
- Mexachernes carminis (Chamberlin, 1923)

## Publication originale
- Hoff, 1947 : The species of the pseudoscorpion genus Chelanops described by Banks. Bulletin of the Museum of Comparative Zoology, vol. 98, no 2, p. 471-550.